# Marinha Grande (freguesia)
Pour l’article homonyme, voir Marinha Grande.
Marinha Grande est une freguesia portugaise se trouvant dans le District de Leiria.
Avec une superficie de 138,87 km2 et une population de 28 372 habitants (2001), la paroisse possédait une densité de 204,3 hab/km2.